# Hinabangan
Hinabangan ist eine philippinische Stadtgemeinde in der Provinz Samar. Sie hat 13.673 Einwohner (Zensus 1. August 2015).

## Baranggays
Hinabangan ist politisch in 21 Baranggays unterteilt.
| - Bagacay - Binobucalan - Bucalan - Cabalagnan - Canano - Consolabao - Concord - Dalosdoson - Lim-ao - Osmeña - Poblacion 1 (Barangay 1) | - Poblacion 2 (Barangay 2) - Rawis - San Rafael - Tabay - Yabon - Cabang - Malihao - San Jose - Fatima - Mugdo |